# Jakub Kraska
Jakub Kraska (Łódź, 19 aprile 2000) è un nuotatore polacco.

## Biografia
Ai Campionati europei di nuoto di Glasgow 2018 ha vinto la medaglia di bronzo nella staffetta 4x100 metri stile libero, assieme ai compagni Jan Świtkowski, Konrad Czerniak, Kacper Majchrzak e Jan Hołub.

## Palmarès
- Europei

Glasgow 2018: bronzo nella 4x100m sl.
- Europei in vasca corta

Glasgow 2019: argento nella 4x50m sl.
- Olimpiadi giovanili

Buenos Aires 2018: argento nei 100m sl e bronzo nella 4x100m misti.
- Universiadi

Chengdu 2023: oro nella 4x100m sl.
- Mondiali giovanili

Indianapolis 2017: argento nella 4x100m sl.
- Europei U23

Dublino 2023: oro nella 4x100m sl mista.
- Europei giovanili

Hódmezővásárhely 2016: bronzo nella 4x100m sl e nella 4x100m misti.
Netanya 2017: oro nella 4x100m sl, bronzo nei 100m sl, nella 4x100m misti e nella 4x100m sl mista.

## International Swimming League
| Stagione 2021     |
| ----------------- |
| New York Breakers |